# Astrid Dövle Dollis Dahlgren
Astrid Dövle Dollis Dahlgren, född Døvle, född 9 december 1899 i Norge, död 27 september 1981 i Stockholm, var en norsk spion som arbetade för Nazityskland under andra världskriget. 
Hon gifte sig första gången med en norsk tandläkare (Dollis) och andra gången 1943 med en svensk affärsman (Dahlgren) och blev genom äktenskapet svensk medborgare. Dahlgren fick 50 000:- för äktenskapet, vilket upplöstes 1947.
Den tyske kriminaldirektören Preiss vid Gestapos avdelning IVa kallade till sig henne för samtal vid Victoria Terrasse. Hon skulle enligt egen utsago endast avslöja korruption bland tyskar och NS-män inom den tyska förvaltningen. Motståndsrörelsen utpekade henne som spion redan 1941 i de illegala tidningarna Alt for Norge och Jössingposten och hon utsattes för tre överfall.
År 1943 reste hon till Sverige för att bosätta sig hos sin man i Djursholm. I Stockholm fick hon kontakt med svensk kriminalpolis och hon erbjöd sig att spionera på Norge för de svenska myndigheterna. Hon visade bland annat på en karta de tyska ammunitionförrådens placering.
Men myndigheterna misstänkte att hon var utsänd av tyskarna för att samla in upplysningar om svenska militära hemligheter. Dahlgren greps 23 februari 1944 av polisman Carl Gunnar Carlsson i Östervallskog då hon illegalt försökte lämna landet. Hon var redan vid gripandet misstänkt för spioneri och underrättelseverksamhet. Nordmarks häradsrätt i Årjäng dömde henne till två års straffarbete. Hon frigavs från kvinnofängelset i Växjö 1946 och bodde en tid hos fängelsedirektör Rut Grubb som fattat intresse för hennes försök att rentvå sig.
Hennes roll som spion är oklar, och enligt den norska tidningen Morgenposten 4 januari 1946 var de olika överfallen mot henne utförda av tre olika organisationer – Hjemmefronten, hirden och rikskommissariatet. Den norske advokaten Albert Wiesener har på uppdrag av Astrid skrivit boken Astrid D.D.D. där han försöker rentvå henne från stämpeln att ha varit angivare åt tyskarna.